# オーク
オーク（英: oak、仏: chêne、独: Eiche）は、ブナ科 コナラ属（学名：Quercus）の植物の総称。主に落葉樹であるナラ（楢）の総称。

## 概要
模式種のヨーロッパナラ（ヨーロッパオーク、イングリッシュオーク、コモンオーク、英名：common oak、学名：Q. robur）が代表的。
なおアカガシ亜属 Quercus（Cyclobalanopsis）は別属とすることがあるが、オークには含まれる。
あわせて200種以上が知られ、亜熱帯から亜寒帯まで北半球に広く分布する。日本語では、コナラ属のうち落葉樹の種群はナラ（楢）、常緑樹の種群はカシ（樫、または樫柏）とよばれるが、オークは樫と楢を区別せず両方を包含するものである。つまり、オーク (Oak) はコナラ属を示し、楢と樫が含まれるので、すべて「樫」と訳されると不都合が生じる。明治時代の翻訳家が落葉樹のオークを樫と誤訳した例があり、現在も混同されやすい。
コナラ属には常緑性のものと落葉性のものがあるが、同一種であっても、広く分布するものは気候に応じて、暖かい地方では常緑、寒い地方では落葉性となるものもある。ヨーロッパのオークの多くは日本語でナラ（楢）と呼ばれる落葉樹であり、常緑のカシ（樫）は南ヨーロッパ以外では稀である。日本では、本州（宮城県）以南に分布するものの多くは常緑のカシ類であることもあって、カシ（樫）が代表的な呼び名として用いられることが多い。

## 利用
加工しやすい種が多く、ヨーロッパや北アメリカでは家具やフローリング（床材）、ウィスキーやワインの樽の材料などに広く使われる。
木肌は中程度から粗めの堅い木材で、木目がはっきりし、特に柾目面にはそれが美しい模様として現れる。また、虎斑（とらふ）と呼ばれる虎の斑紋を連想させる模様が現れることも特徴。材木用としてヨーロッパ原産のヨーロッパナラなど落葉性のナラ類が代表的である。

### ヨーロッパナラ
ヨーロッパナラ（ヨーロッパ・オーク）の材は材の取り方や生育環境によって特定の呼び名を用いることがある。
- ウェインスコット・オーク（シェン・メラ）- ヨーロッパナラ（ヨーロッパ・オーク）を柾目取りした銀杢の模様を持つオーク材[3]
- ブラウン・オーク - カンゾウタケが寄生することで心材が濃い赤みを帯びた茶色に変化したオーク材[3]
- ボグ・オーク - 泥炭湿地に長く浸っていたため鉄分の濃い色に変化したオーク材[3]

日本のミズナラ材はこのヨーロッパナラに匹敵する材質をもつ高級オーク材である。

### 近縁種
他に、北アメリカ原産のレッドオーク（ロバタエ節 section Lobatae）やホワイトオーク（クェルクス節 section Quercus）、樹皮をコルクとして用いるコルクガシ（Q. suber）などが有名。北米のホワイトオークはウィスキーの樽として使用される。

## 文化
神話でオークは、強さの象徴として雷神の木として登場する。オークは他の木にくらべて雷に打たれる確率が高く、ギリシャ神話では、天帝ゼウスが人間に警告を与えるため、最も強く硬いオークを選び、思い切り激しく稲妻を落とすと言われている。

### オークリーフ
ヨーロッパナラの葉はカシワに似た特徴的な形をしており、オークリーフという意匠としてよく知られている。しかし、オークの葉の形は種によってさまざまであり、ヨーロッパナラの葉は一例にすぎない。深く切れこんで先端がとがったもの、細長いものなどもある。また、これはEUの硬貨にも同じような形で存在する。

## ギャラリー

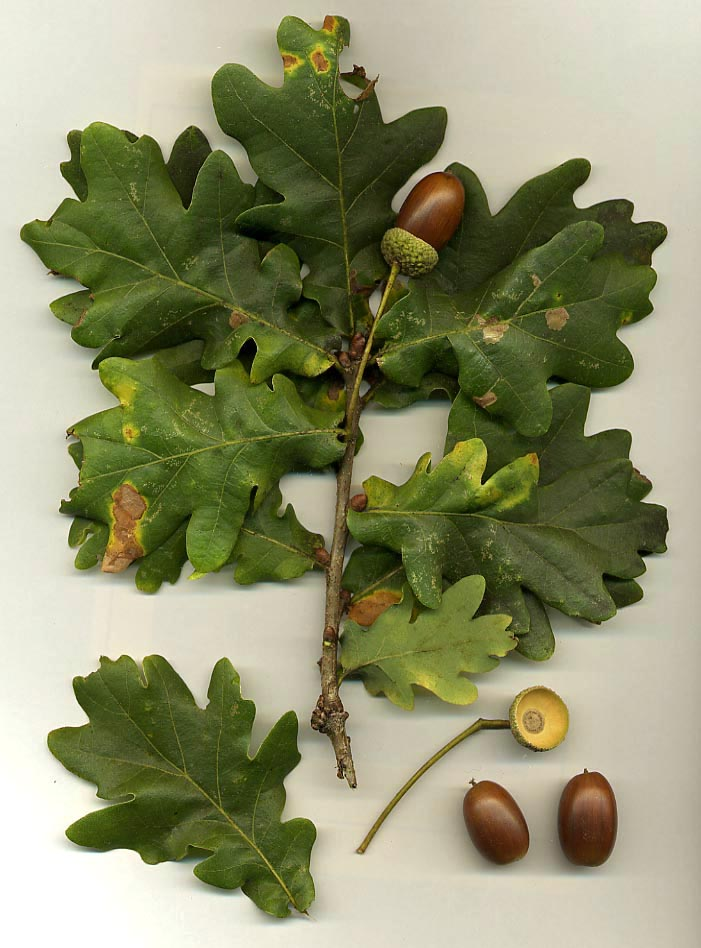
ヨーロッパナラの葉と実
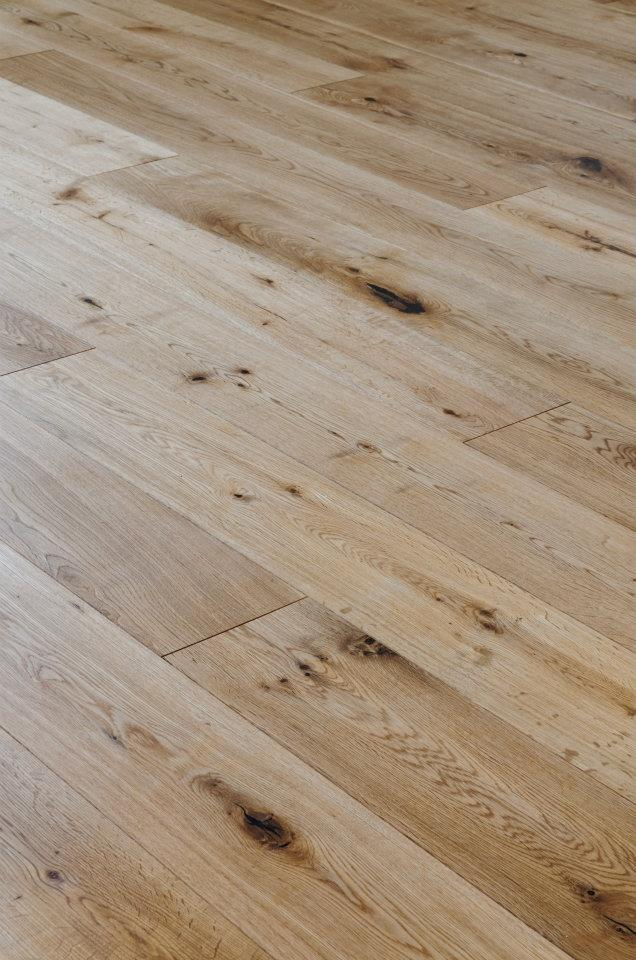
オークの無垢材フロア